# Solothurner Schule
Die Solothurner Schule war eine lose Gruppierung junger Schweizer Architekten im Wirkungskreis am Jurasüdfuss. Dazu gehörten Fritz Haller, Franz Füeg, Max Schlup, Alfons Barth und Hans Zaugg. Die Schweizer Nachkriegsarchitektur wurde durch ihre Arbeiten nachhaltig geprägt.

## Geschichte
Die Bezeichnung „Solothurner Schule“ geht zurück auf eine Anekdote: Ein unbekannter französischer Städtebauprofessor sprach in einem Vortrag von einer „école de Soleure“, ein Mitarbeiter von Franz Füeg erkundigte sich darauf bei ihm, um was es sich dabei handelt. Jürgen Joedicke griff die Bezeichnung 1969 in seinem Buch Moderne Architektur, Strömungen und Tendenzen auf. Die vier Architekturbüros – Barth und Zaugg betrieben gemeinsam ein Atelier – haben ihre Werke aber stets unabhängig voneinander geplant, auch keine Gruppe gebildet oder Manifeste verfasst, auch wenn sie sich natürlich untereinander kannten und gegenseitig beeinflussten. Gemeinsam ist ihnen aber eine Haltung, die architektonische Ordnung stark gewichtet, glatte, industriell anmutende Materialien wie Stahl und Glas bevorzugt und Wert auf Präfabrikation und Montagebau legt.

## Würdigung
In der Nachkriegszeit war die Schweizer Architektur noch sehr dem Heimatstil verbunden. Nur vereinzelt hatten Bauten von O. R. Salvisberg, Le Corbusier, Hans Brechbühler und anderen in der Schweiz Aufsehen erregt, während Architekten wie Oscar Niemeyer und Mies van der Rohe international bereits moderne Grossprojekte verwirklichten. In der allgemeinen Aufbruchstimmung der fünfziger und sechziger Jahre wurden neue Bauweisen möglich und angewandt, die zwar seit Jahren bekannt waren, aber aus rückwärts gerichteter Denkweise nicht gebraucht wurden. Aus Stahl, Beton und grossflächigen Glasfronten sollten die neuen Bauten entstehen. 
Mehr zufällig waren die fünf auf der Linie des Mies van der Rohe gleichdenkenden Architekten, aus der gleichen Region, aufeinander gestossen. Unabhängig voneinander gründeten sie eigene Büros und bewarben sich für öffentliche  Bauvorhaben. So entstanden moderne Schulbauten, Werkhallen, öffentliche Bauten und Wohnhäuser in Stahlskelettbauweise mit Flachdächern und hellen Innenräumen. Dadurch war es ihnen möglich, auch grössere Objekte zu planen und auszuführen. Das Büro Barth & Zaugg in Aarau verwirklichte eine Reihe von Grossobjekten und war mit Fritz Haller auch am Bau des SBB–Ausbildungszentrums Centre Loewenberg in Murten beteiligt.

## Die Architekten
Exemplarische Arbeiten und Wirkungsorte
- Fritz Haller (1924–2012) Solothurn[3][4]

Werke: Höhere Technische Lehranstalt (Ingenieurschule) Brugg-Windisch, 1964/1966; USM–Möbelbausysteme
- Franz Füeg (1921–2019) Solothurn[5]

Hauptwerk: Piuskirche Meggen, 1966
- Max Schlup (1917–2013) Biel/Bienne[6]

Hauptwerk: Kongresshaus Biel, 1966
- Barth & Zaugg Aarau,

Werke: Sälischulhaus Olten, 1964/1968; Abdankungshalle Aarau, 1968/1974; Alte Kantonsschule Aarau, Paul–Karrer Haus, 1969; gemeinsames Büro von:
- Alfons Barth (1913–2003) Schönenwerd und Aarau

Eigenständige Arbeit: Altersheim Schönenwerd 1976/1978
- Hans Zaugg (1913–1990) Olten und Aarau

Eigenständige Arbeit: Architektenhaus in Olten, 1956

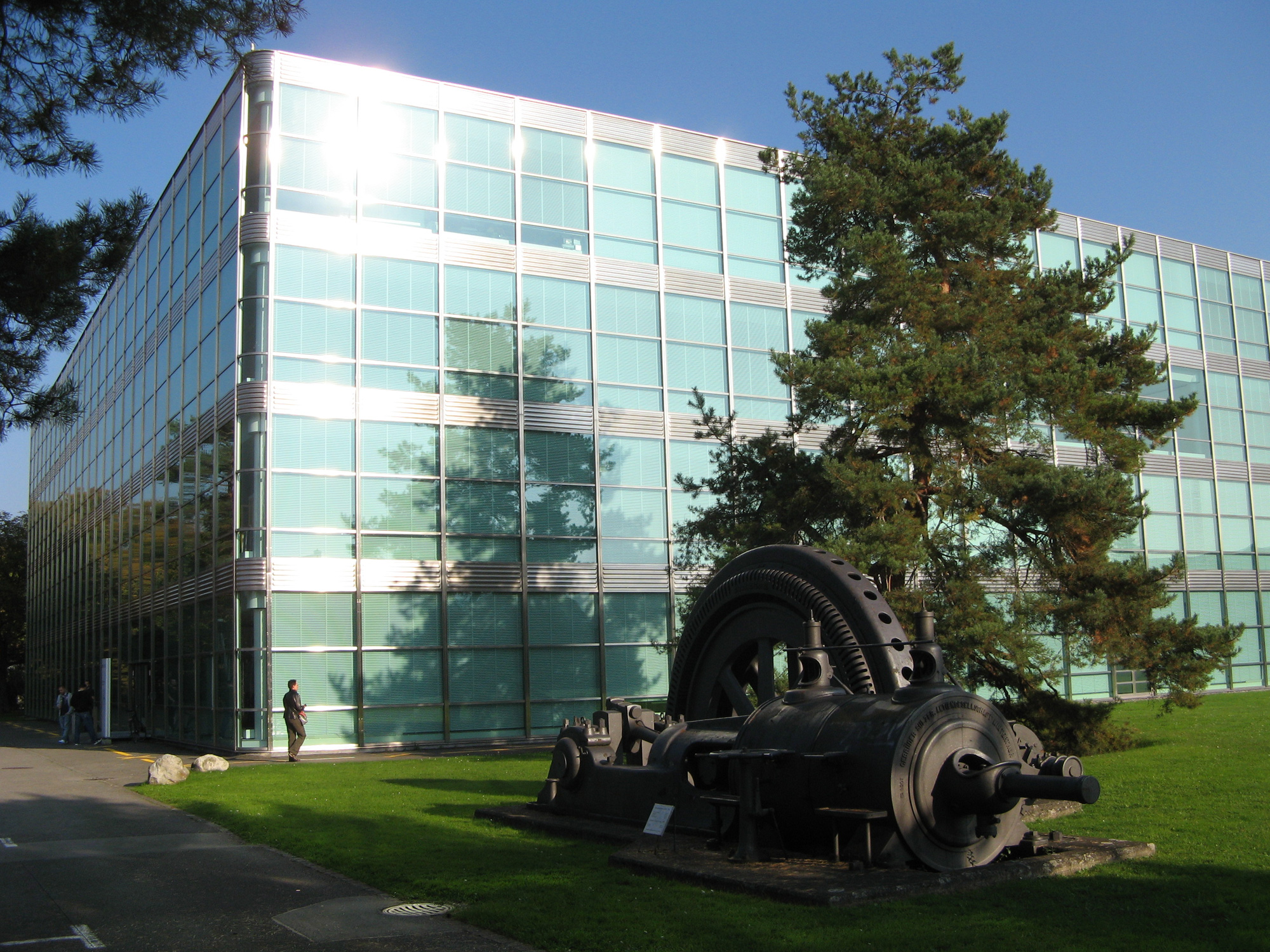
Ehemalige Höhere Technische Lehranstalt Windisch
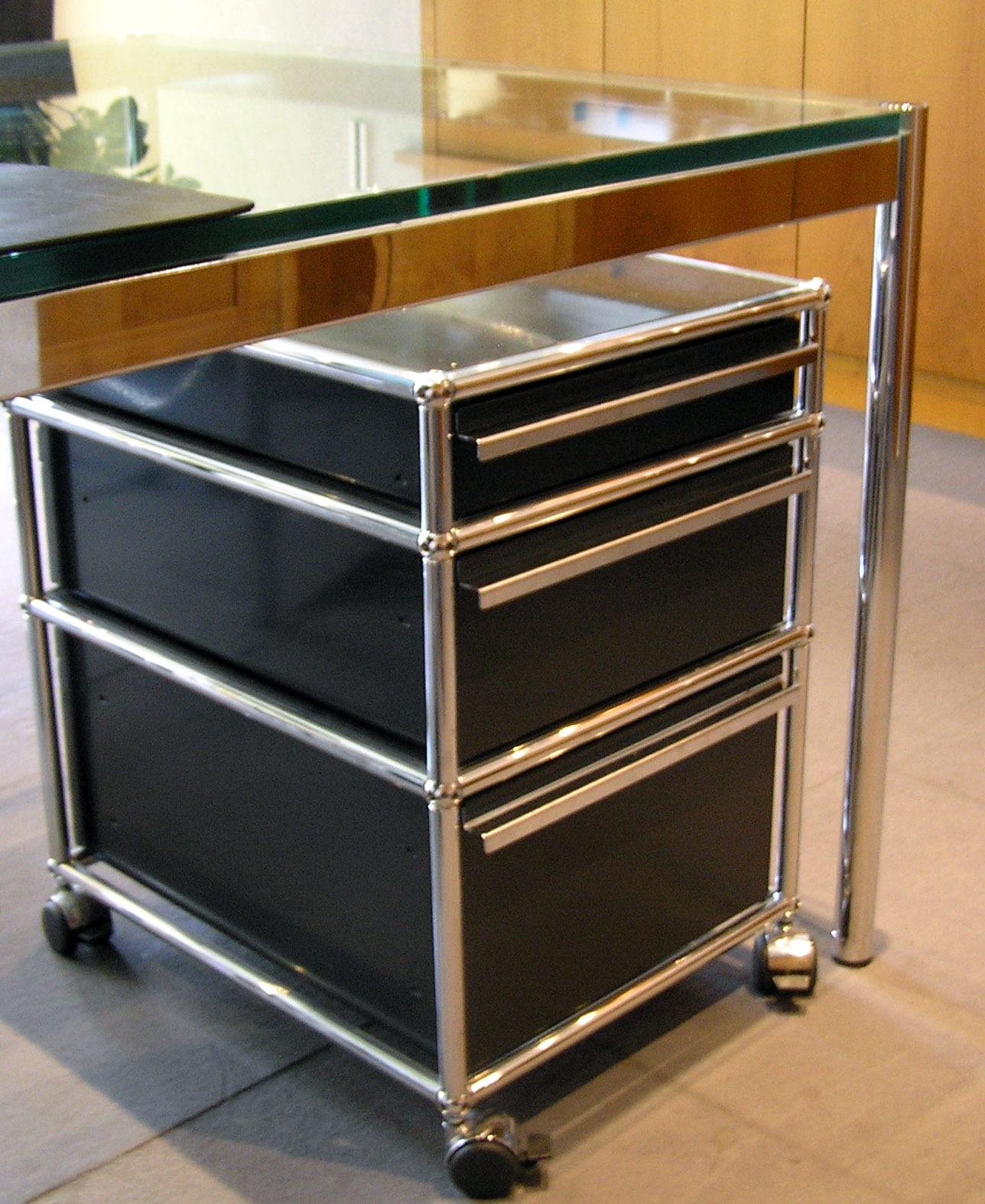
Möbelbausystem USM Haller
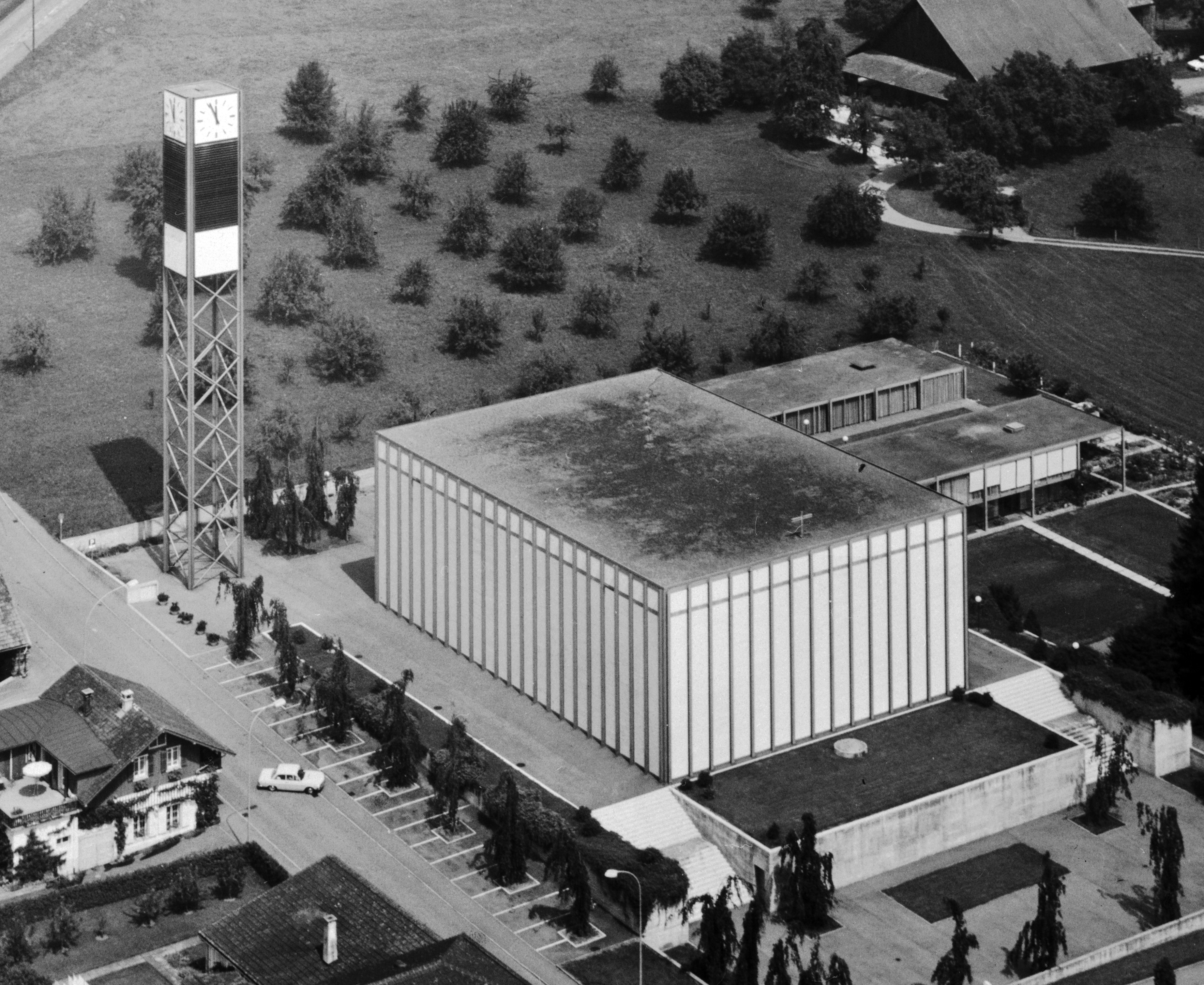
Piuskirche Meggen
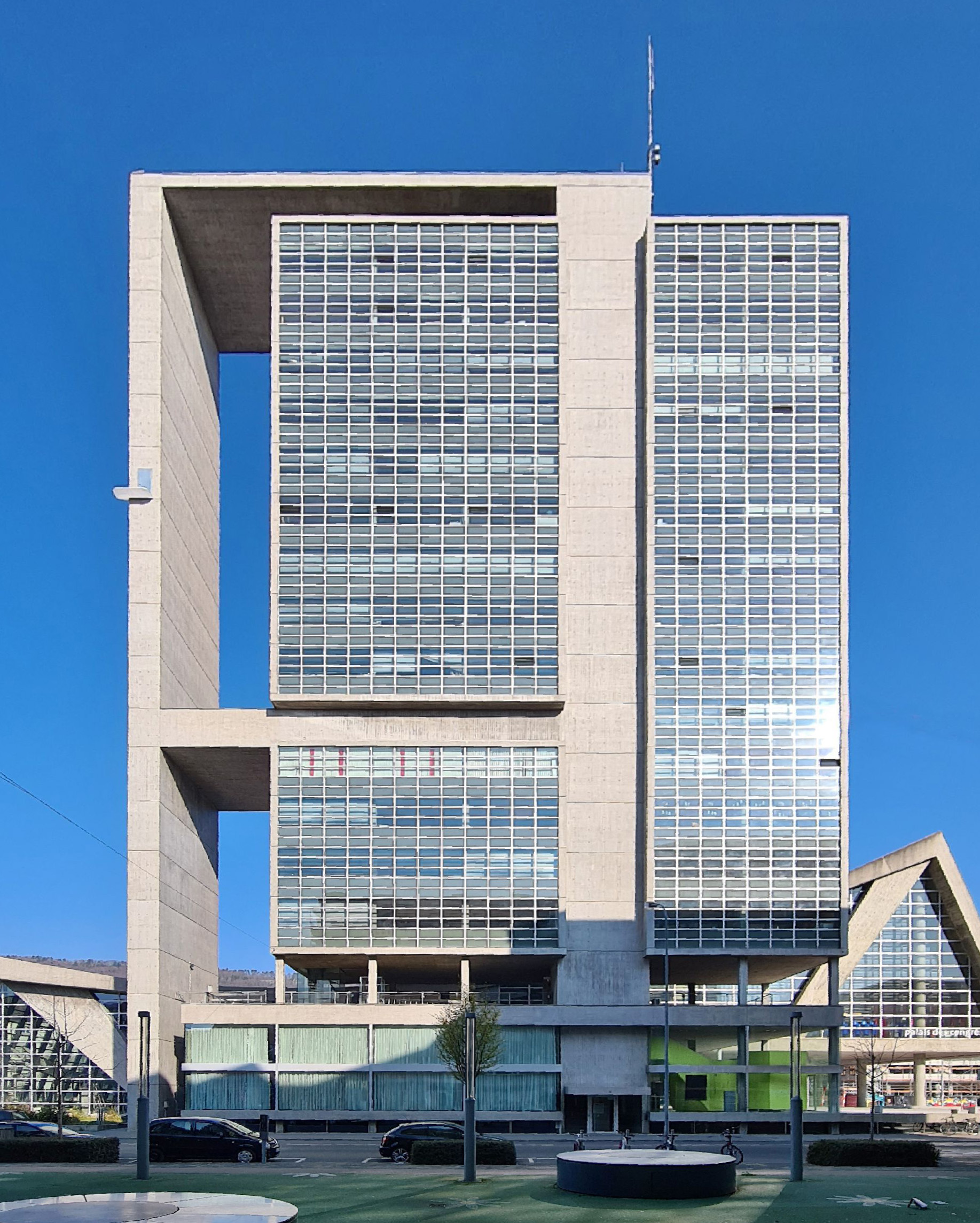
Kongresshaus Biel
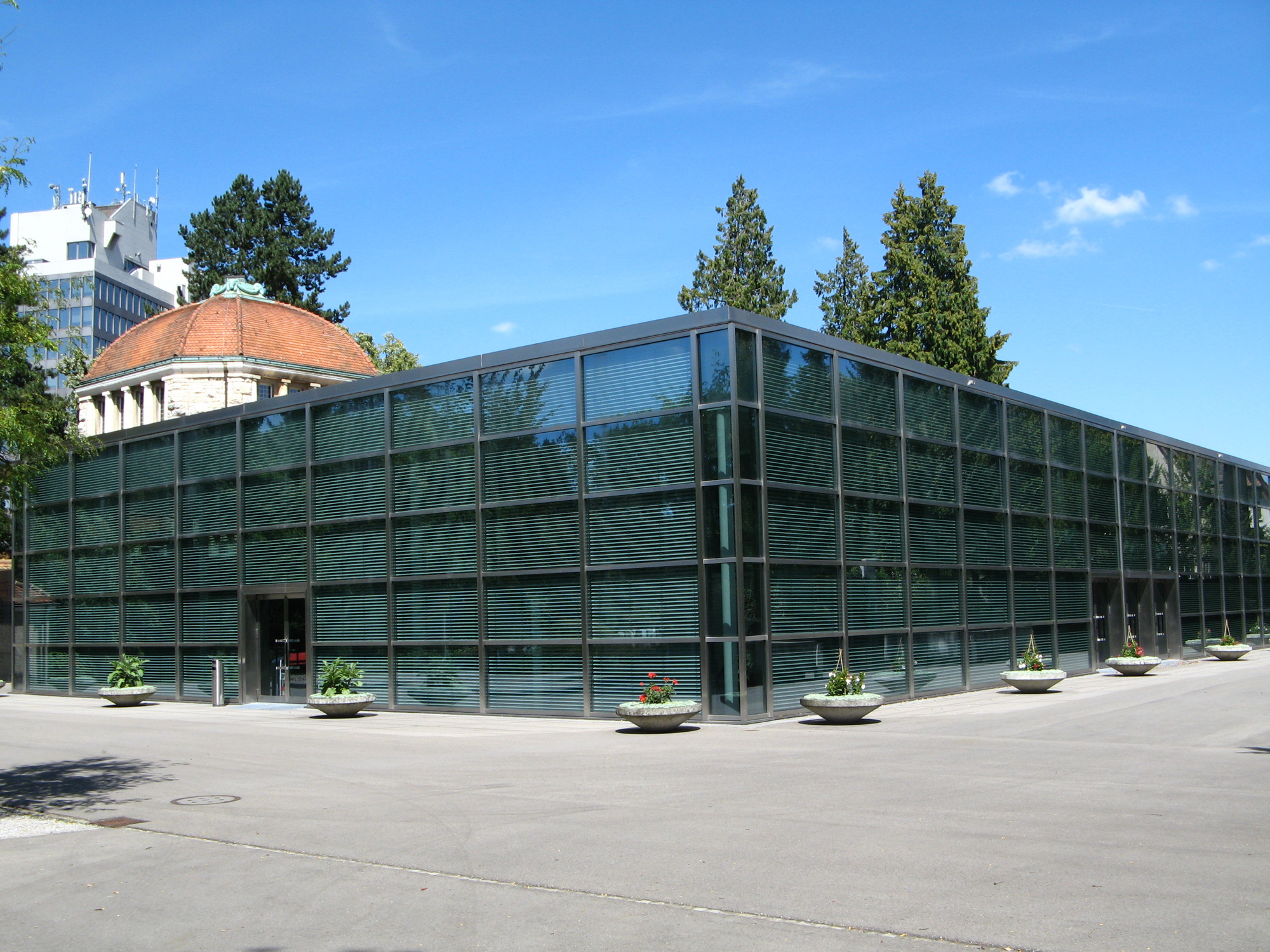
Abdankungshalle Aarau